# Bernhard Knubel
Bernhard Knubel (født 2. marts 1938 i Merzig, død 23. februar 1973 i Gelsenkirchen) var en tysk sportsmand og olympisk guldvinder.
Knubel dyrkede både håndbold og atletik, men det var i roning, han opnåede sine bedste resultater. Sammen med Karl Renneberg og styrmand Klaus Zerta blev han nummer to ved de tyske mesterskaber i 1960 i toer med styrmand, og de blev efterfølgende udtaget til OL 1960 i Rom. Her vandt de først deres indledende heat i bedste tid af alle, hvorpå de gentog bedriften i finalen, hvor Sovjetunionen var mere end et sekund efter på andenpladsen, mens USA blev nummer tre.
Knubel, som var udlært maskinmontør, døde af kræft i 1973 som blot 34-årig.

## OL-medaljer
- 1960:  Guld i toer med styrmand